# X-образный двигатель
X-образный двигатель — это поршневой двигатель, с четырьмя рядами цилиндров, которые расположены Х-образным образом относительно коленчатого вала. То есть, цилиндры расположены с четырёх сторон и приводят в движение общий коленчатый вал.

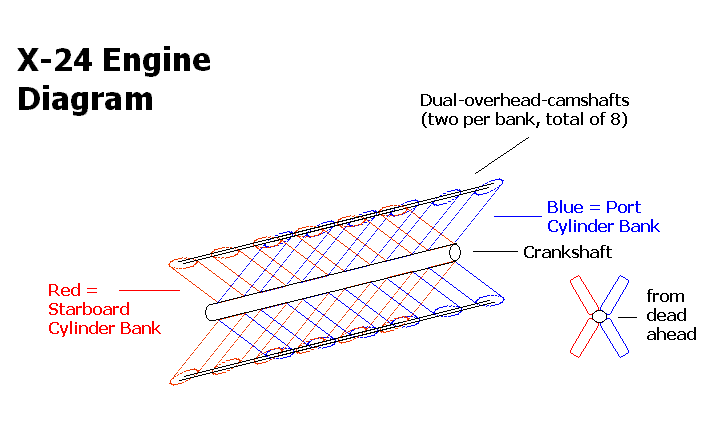
Упрощённая конструктивная схема X-образного двигателя в исполнении Х-24.

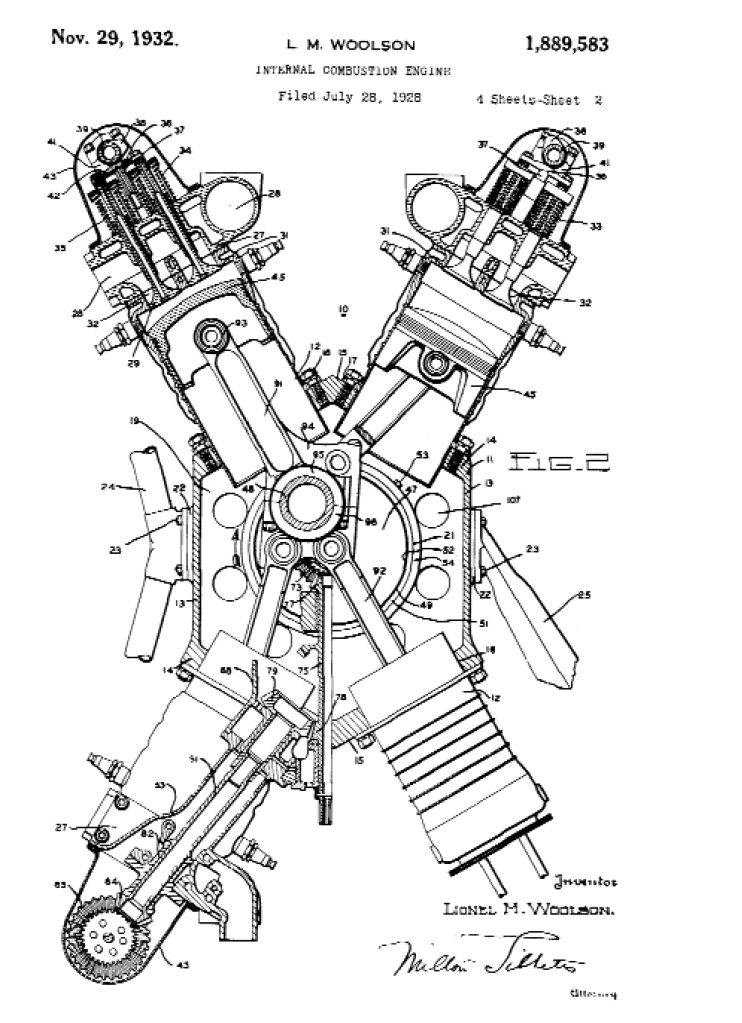
Х-образный двигатель — патент США № 1889583 (Зарегистрирован в 1928 году)

Эта конструкция встречается очень редко, в основном из-за относительного большего веса и сложности в сравнении с радиальными двигателями, хотя они более компактны (при равном количестве цилиндров) в сравнении с V-образными двигателями и всесторонне динамически уравновешены относительно них же. Другими словами, установка балансира для снижения вибрации, как в случае с рядным и V-образным расположением цилиндров, не требуется. Это объясняется тем, что каждая пара цилиндров уравновешивает друг друга во время работы.
Большинство видов Х-образных двигателей применялись во времена Второй мировой войны. Они были разработаны для больших военных самолётов. Как правило, они имели 24 цилиндра и основывались на конструкции 12-цилиндрового V-образного двигателя.

## Виды
Существует несколько видов Х-образных двигателей:
- Симметричный (назовём его крестообразным) — цилиндры расположены относительно коленчатого вала под углом 90° (/90°/0°/(-90°)270°/180°)
- Собственно Х-образный — цилиндры образуют две симметричные пары под углами 120°/60° и 300°(-60°)/240°(-120°)
- «Y»-образный (только четырёхцилиндровый) — цилиндры расположены относительно коленчатого вала под углами 90°/45°/(-90)270°/145°)

Симметричный 90°/90°/90°/90°
Х-образный 120°/60°/120°/60°
“Y“-образный 45°/45°/135°/135°

## Некоторые примеры Х-образных двигателей
- Компания «Форд» в 1920-х годах использовала прототип двигателя X-8, который привёл в конечном счёте к появлению линейки двигателей с боковыми клапанами[англ.].[1][2]
- Двигатель Даймлер-Бенц DB 604[англ.], разрабатывавшийся для бомбардировщика В[англ.] для Военно-воздушных сил Германии. Разработка была заморожена.
- Двигатель, разработанный под руководством В. Добрынина для стратегического бомбардировщика Ту-85.
- Rolls-Royce Vulture был одним из вариантов двигателя «2000 сил», предназначавшегося для применения на английских самолетах в начале 40-х. Однако не достиг приемлемых показателей надежности и построенным под него Hawker Tornado и Avro Manchester пришли на смену Hawker Typhoon с 24-цилиндровым Н-образным Napier Sabre и Avro Lancaster с 4 Rolls-Royce Merlin.
- Двигатель Роллс-Ройс Exe, прототип двигателя с воздушным охлаждением[англ.] с золотниковым газораспределением.
- Компания Хонда сообщает, что проводила эксперименты с двигателями в исполнении X-32 в 1960-х годах для своих силовых установок в машинах Формулы 1, но прекратила разработки из-за сложности и ненадёжности конструкции.
- На российском танке Т-14 планировалось использовать двигатель 12Н360 в исполнении X-12, мощностью 1500 л. с., в качестве резервного варианта СУ[3][4]